# Lotharingse stijl

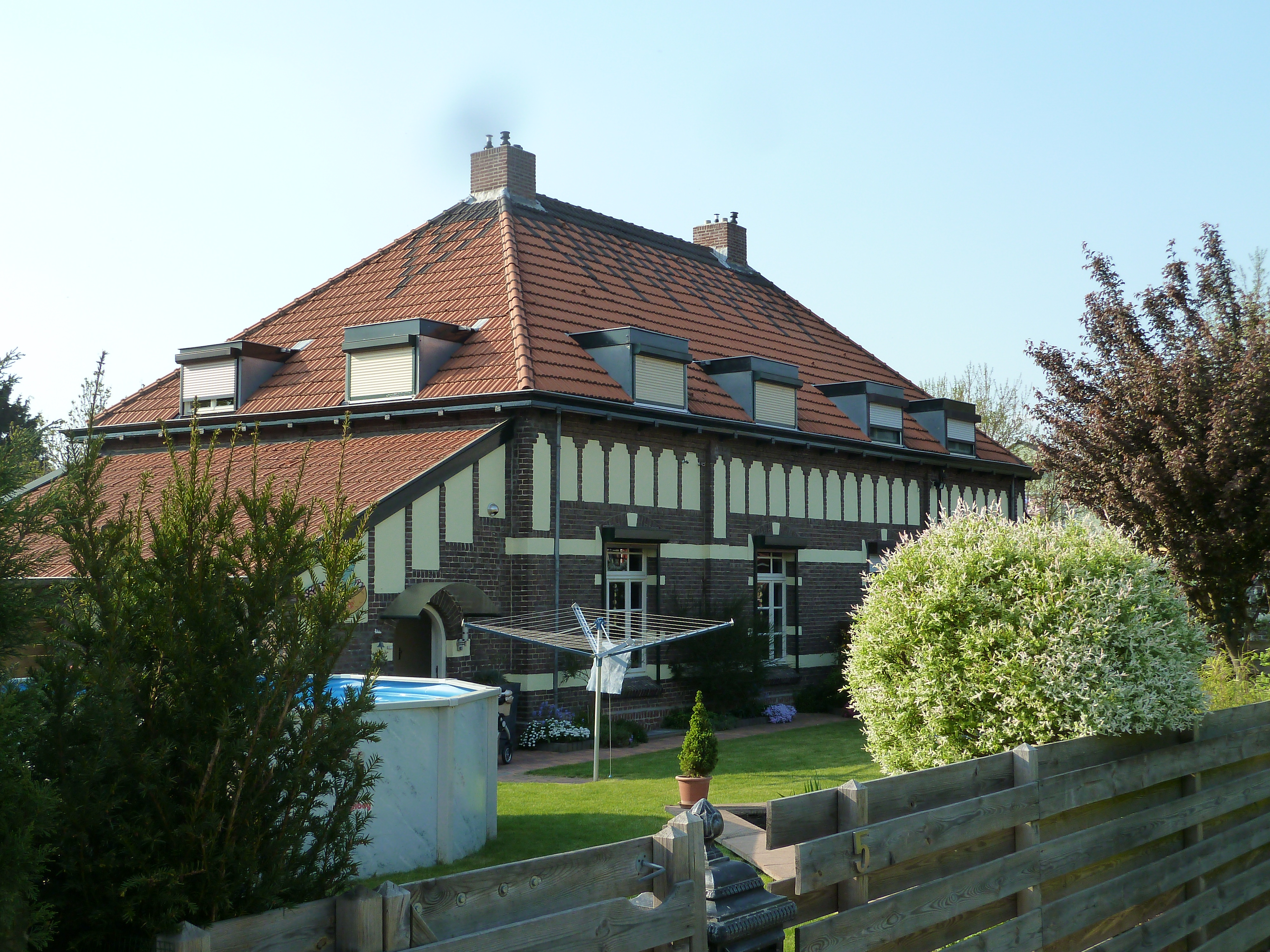
Huis in Lotharingse stijl

Met Lotharingse stijl wordt een bouwstijl bedoeld die zich kenmerkt doordat de gevels van de bouwwerken zowel schoon metselwerk als gepleisterde vlakken bevatten.
In Nederland zijn deze bouwwerken, merendeels woningen, te vinden in de Oostelijke Mijnstreek (de huidige gemeenten Heerlen en Landgraaf), waar mijnwerkerskoloniën in deze stijl werden gebouwd.
De oorzaak is te vinden in het aantreden van de familie De Wendel, die in 1908 de Oranje-Nassaumijnen overnam van de familie Honingmann. De De Wendel's waren afkomstig uit Lotharingen en introduceerden de daar toegepaste bouwstijl ook in Nederland. Tot in de jaren '20 van de 20e eeuw werden koloniën in deze stijl gebouwd.
Veel van de toen gebouwde wijken zijn tegenwoordig geklasseerd als Rijksmonument dan wel als beschermd gezicht.